# Eukanuba
Eukanuba är ett varumärke för katt- och hundfoder, ägt av Procter & Gamble. 
Eukanuba lanserades 1969 av företaget The Iams Company, avsett för foder av premiumklass. Företaget köptes 1999 av Procter & Gamble.